# Trolltjärnen (Piteå socken, Norrbotten)
Trolltjärnen är en sjö i Piteå kommun i Norrbotten och ingår i Byskeälvens huvudavrinningsområde.